# 阿卜杜拉·阿里波夫
阿卜杜拉·尼格馬托維奇·阿里波夫（1961年5月24日—），是一名乌兹别克斯坦政治人物，2016年12月被任命為乌兹别克斯坦总理。
阿里波夫曾分別在2002年5月及2016年9月出任乌兹别克副总理。